# 產經大廈

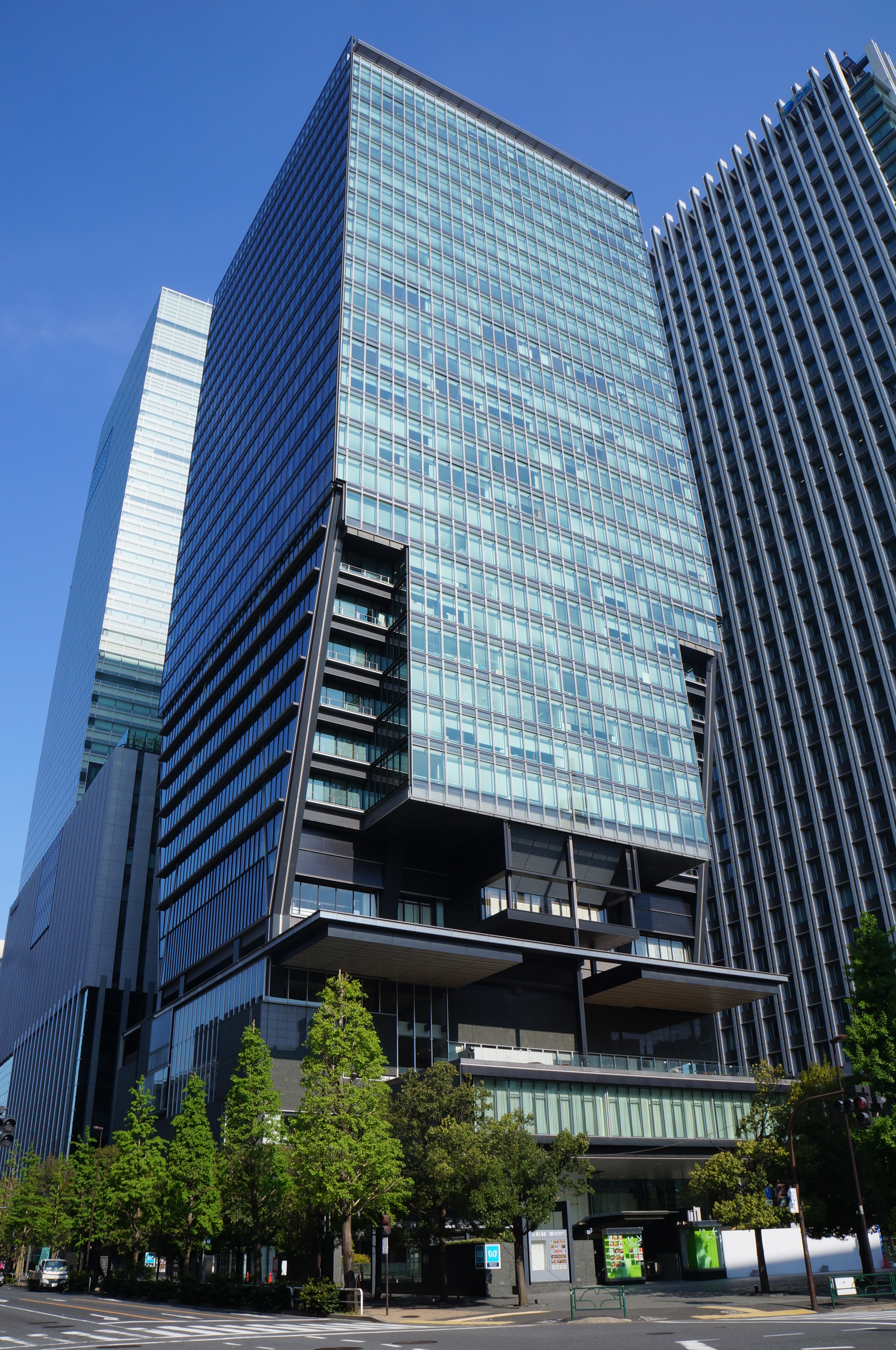
產經大廈總部所在的東京產經大廈

株式會社產經大廈（日语：株式会社サンケイビル）是一家總部位於日本東京都千代田區大手町一丁目的不動產企業，也是富士產經集團的成員之一。該公司設立於1951年，最初名為株式會社產業會館大廈。2012年3月，該公司成為富士媒體控股的子公司，停止上市。

## 外部連結
- サンケイビル （页面存档备份，存于）
- ブリーゼブリーゼ （页面存档备份，存于）